# Glacier Bay National Park
Glacier Bay National Park  som ligger i den sydøstlige del af Alaska blev først erklæret som US National Monument den 25. februar 1925. 
Glacier Bay har talrige tidevandsgletsjere, bjerge og fjorde. Den tempererede regnskov og bugten er hjemsted for gråbjørne, bjerggeder, hvaler, sæler og ørne. Ved George Vancouvers opdagelse af bugten i 1794, var den helt dækket af is, men gletsjerne har trukket sig over 100 kilometer tilbage.
Området blev opgraderet til nationalpark i 1980 som et af i alt femten naturområder som blev oprettet eller revideret samtidig med Alaska National Interest Lands Conservation Act. 
Parken dækker et areal på 13.287 km², og det meste er vildmark. Det var 500.590 besøgende i parken i 2013 . Parken indgår i klyngen af naturbeskyttelsesområder Kluane/Wrangell-St. Elias/Glacier Bay/Tatshenshini-Alsek som blev sat på UNESCOs verdensarvsliste i 1979 på grund af de spektakulære isbræer som har stor betydning for det naturlige habitat for dyr som rensdyr, grizzlybjørn og tyndhornsfår.